# Пелагий (теолог)
Вижте пояснителната страница за други личности с името Пелагий.
Пелагий (на латински: Pelagius; Pelagius Hereticus; * ок. 350 / 360; † ок. 418 / 420) е келтски монах от Британия, знаменит ересиарх от 4 и 5 век, известен със своите възгледи за свободата на волята, отричащи доктрината на първородния грях. На него е наречено учението Пелагинизъм/Пелагианство.
Аскетът Пелагий е от ок. 390 до 410 г. проповедник в Рим. Той се противопоставя на учението на Августин Блажени от Хипон.
Когато Аларих I ограбва Рим през 410 г., Пелагий бяга с ученика си Целестий в Картаген, където Пелагий отново има конфликт с Августин. Привърженикът му Целестий е осъден, и Пелагий бяга в Йерусалим.
През 418 г. Пелагий е осъден на църковния събор в Картаген и произведенията му са забранени.